# Orientacijska zveza Slovenije
Orientacijska zveza Slovenije (kratica OZS) je nacionalna panožna športna zveza, ki v Sloveniji pokriva dejavnosti v športu orientacija, in sicer naslednje panoge:
- orientacijski tek
- orientacija z gorskimi kolesi
- orientacija na tekaških smučeh oz. smučarska orientacija
- precizna orientacija[1].

Pod svojim okriljem združuje vse orientacijske klube v Sloveniji. Ustanovitveni občni zbor je potekal 19. marca leta 1990, od leta 1992 pa je zveza polnopravna članica Športne zveze Slovenije (danes Olimpijski komite Slovenije) in Mednarodne orientacijske zveze (International Orienteering Federation – IOF).

## Klubi
Orientacijska zveza Slovenije združuje 14 slovenskih orientacijskih klubov in ima več kot 350 članov.
- Kamniški orientacijski klub, pokriva občino Kamnik
- Mariborski orientacijski klub, pokriva SV Slovenijo, zlasti Maribor
- Orientacijski klub Azimut, pokriva občine Idrija, Cerkno, Logatec, Žiri
- Orientacijski klub Brežice, pokriva občino Brežice z okolico

- Orientacijski klub Komenda, pokriva občine Komenda, Cerklje na Gorenjskem
- Orientacijski klub Slovenj Gradec, pokriva Koroško, je gonilna sila razvoja orientacije z gorskimi kolesi v Sloveniji
- OK Slovenske Konjice, pokriva občino Slovenske Konjice
- Orientacijski klub Polaris, pokriva osrednjo Slovenijo oz. okolico Ljubljane
- Orientacijski klub Tivoli, deluje v Ljubljani
- Orientacijski klub Trzin, pokriva občino Trzin, deluje predvsem v precizni orientaciji
- Planinsko društvo Ajdovščina, združuje predvsem orientaciste iz Dobravelj in okolice
- Planinsko društvo Tolmin, pokriva občino Tolmin
- Rod jezerski zmaj, pokriva Velenje z okolico
- Škofjeloški orientacijski klub, pokriva Škofjo Loko in okolico (Poljanska dolina, tudi Kranj)

## Največji tekmovalni uspehi

### Orientacijski tek
- 6. mesto na Evropskem prvenstvu za mlajše mladince (EYOC): Katja Babič, Belorusija, 2019[2]

- naslov svetovne prvakinje na Svetovnem šolskem prvenstvu v orientacijskem teku (WSOC): Katja Babič, Srbija, 2021[3]
- bron na Svetovnem šolskem prvenstvu v orientacijskem teku (WSOC): Peter Tušar, Portugalska, 2013[2]

### Precizna orientacija
V precizni orientaciji imamo v Sloveniji kar 3 svetovne prvake. Med največje uspehe v precizni orientaciji sodijo:
- naslov svetovnega prvaka v precizni orientaciji: Krešo Keresteš, Ukrajina, 2007[4]
- naslov svetovnih prvakov v precizni orientaciji v štafeti: Emil Kacin, Mateja Keresteš, Krešo Keresteš, Litva, 2017[4]
- bronasta medalja na svetovnem prvenstvu v precizni orientaciji: Krešo Keresteš, Portugalska, 2018[5]

### Orientacija z gorskimi kolesi
- bron na Mladinskem evropskem prvenstvu: Eneja Osterman, Poljska, 2006

## Predsednice in predsedniki
- Roman Volčič (1990-1994, 2007-2010)
- Miha Škarabot (1994-1997)
- Dušan Petrovič (1997-2006)
- Ivan Nagy (2006-2007)
- Vlado Sedej (2010-2014)
- Klemen Kenda (2014-2016)
- Ana Pribaković Borštnik (2016-)

## Večja uradna mednarodna tekmovanja v Sloveniji
Slovenija je znana kot odlična orientacijska destinacija, zato so pobude za organizacijo večjih športnih dogodkov pogosto pridejo iz tujine:
- Evropsko prvenstvo za mlajše mladince (European Youth Orienteering Championships - EYOC), 2006, Škofja Loka[6]
- Prvenstvo jugovzhodne Evrope v orientacijskem teku (South East European Orienteering Championshops - SEEOC), 2018, Cerkno[7]